# Cesare Cenci

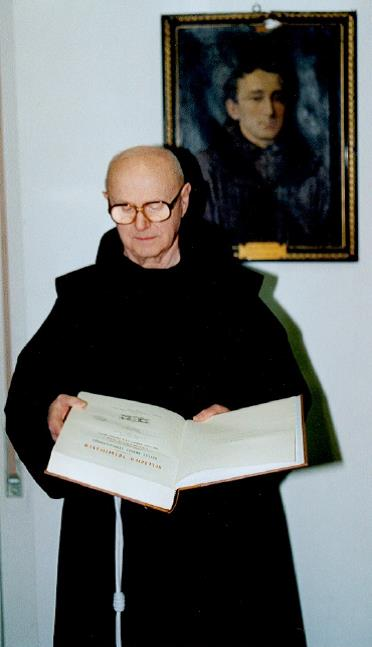
Cesare Cenci nella biblioteca del Collegio di Grottaferata, con in mano l'ultimo volume del Bullarium Franciscanum da lui pubblicato, davanti al quadro di padre Fedele da Fanna, primo frate e prefetto del Collegio San Bonaventura di Quaracchi, fondato da padre Bernardino da Portogruaro nel 1877.

Cesare Cenci (Monteforte d'Alpone, 5 gennaio 1925 – Roma, 2 novembre 2010) è stato uno storico, teologo e presbitero italiano appartenente all'Ordine dei frati minori.

## Biografia
Nato da Sante e Santina Rama a Costalunga, frazione di Monteforte d’Alpone, in provincia di Verona e diocesi di Vicenza, il 30 settembre 1936 entra nel Collegio Serafico di Chiampo (Vicenza). Il 26 giugno 1949 è ordinato sacerdote mentre nel 1954 consegue la laurea in teologia morale con la tesi De peccati doctrina apud Richardum de Mediavilla cum introductione historico-chronologica. 
Il 30 settembre del 1959 fu aggregato ai Padri Editori del Collegio “San Bonaventura” di Quaracchi, vicino a Firenze, successivamente a motivo dello straripamento alluvionale dell’Arno del 1966 fu trasferito nel 1971 a Grottaferrata e ultimamente al Collegio di S. Isidoro (2008) dentro Roma. 
Nella sua attività di ricercatore in cui ha lavorato molti anni presso l'Archivio Segreto Vaticano particolarmente importante è la scoperta dei Fragmenta Priscarum Constitutionum Praenarbonensium che hanno costretto a rivedere e riscrivere la storia francescana degli inizi . Tra altri si interessò del beato Pier Pettinaio di cui ritrovò alcune fonti.
Nel 2007 gli è stato conferito il dottorato honoris causa in teologia presso la Pontificia Università Antonianum; in tale occasione la laudatio è stata fatta dal prof. Remo Guidi a cui è seguito  il discorso dell'allora ministro generale dei frati Minori, padre José Rodríguez Carballo

## Opere
- Documentazione di vita assisana, 1300-1530, voll. I-III (I: 1300-1448; II: 1449-1530; III: indici), Grottaferrata, Collegii S. Bonaventurae ad Claras Aquas, 1974-1976.
- Bibliotheca manuscripta ad Sacrum Conventum Assisiensem, voll. I-II, Assisi, Casa editrice francescana, 1981
- Manoscritti francescani della Biblioteca Nazionale di Napoli, voll. I-II, Quaracchi, Typ. Collegii S. Bonaventuræ, 1971.
- Bullarium Franciscanum (nuova serie). Tomus IV/1: 1484-1489 : Continens Bullas, Brevia, Supplicationes tempore romani Pontificis Innocentii VIII pro Tribus Ordinibus S.P.N. Francisci obtenta / Collegit et edidit Fr. Cesare Cenci. - Ad Claras Aquas : Typ. Collegii S. Bonaventuræ, 1989.
- Bullarium Franciscanum (nuova serie). Tomus IV/2: 1489-1492 : Continens Bullas, Brevia, Supplicationes tempore romani Pontificis Innocentii VIII pro Tribus Ordinibus S.P.N. Francisci obtenta / Collegit et edidit Fr. Cesare Cenci. - Grottaferrata (Roma) : Ed. Collegii S. Bonaventuræ ad Claras Aquas, 1990.
- De Fratrum Minorum Constitutionibus Prænarbonensibus, in Archivum Franciscanum historicum, 83 (1990), pp. 50-95.
- Fragmenta Priscarum Constitutionum Prænarbonensium, in Archivum Franciscanum historicum, 96 (2003), pp. 289-300.
- Constitutiones Generales Ordinis Fratrum Minorum: I (Saeculum XIII) / Cura et Studio fratrum Caesaris Cenci ; Romani Georgii Mailleux. - Grottaferrata : Frati Editori di Quaracchi Fondazione Collegio S. Bonaventura, 2007.
- Constitutiones Generales Ordinis Fratrum Minorum: II (Saeculum XIV/1) / Cura et Studio fratrum Caesaris Cenci et Romani Georgii Mailleux. - Grottaferrata : Frati Editori di Quaracchi Fondazione Collegio S. Bonaventura, 2010.

## Note

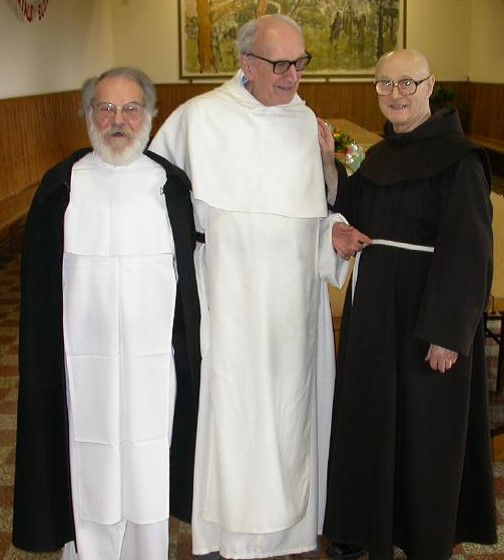
Cesare Cenci con frati della Editio Leonina presenti a Grottaferrata dal 1973 al 2003. Foto scattata nel refettorio del Collegio S. Bonaventura di Grottaferrata nel gennaio del 2003.